# علم الجيولوجيا الزراعية
علم الجيولوجيا الزراعية هو علم يختص بدراسة المعادن المهمة في عملية الزراعة والبستنة، وبخاصة فيما يتعلق بخصوبة التربة ومكونات السماد. وعادةً ما تكون تلك المعادن عبارة عن عناصر غذائية للنبات ضرورية لنموه ويُشار إليها باسم المعادن الزراعية.
ويطلق على الأشخاص المتخصصين في علم الجيولوجيا الزراعية اسم الجيولوجيين الزراعيين.
قام الأستاذ بيتر فان ستارتين من قسم علوم موارد الأرض بتنظيم دورة دراسية في جامعة غويلف تتناول علم الجيولوجيا الزراعية.

## وصلات خارجية
- Rocks for Crops book
- Project Site